# Mimetus debilispinis
Mimetus debilispinis är en spindelart som beskrevs av Cândido Firmino de Mello-Leitão 1943. 
Mimetus debilispinis ingår i släktet Mimetus och familjen kaparspindlar. Inga underarter finns listade i Catalogue of Life.